# Ilona Oldendorf
Ilona Oldendorf  (* 21. Juni 1967) ist eine ehemalige deutsche Fußballspielerin.

## Karriere
Die Abwehrspielerin Oldendorf trat zunächst in der Saison 1988/89 für den FSV Frankfurt in der Oberliga Hessen, in einer von seinerzeit 16 Verbandsligen des DFB und zugleich höchsten Spielklasse im deutschen Frauenfußball, in Erscheinung.
Als regionaler Meister aus dieser Spielklasse hervorgegangen, war ihr Verein als Vertreter des Hessischen Fußball-Verbandes für die Endrunde um die Deutsche Meisterschaft 1989 spielberechtigt. Die in Hin- und Rückspiel ausgetragenen Begegnungen mit dem FC Bayern München im Achtelfinale (1:0 und 4:2) und mit dem KBC Duisburg im Viertelfinale (5:1 und 2:0) wurden allesamt gewonnen. Im Halbfinale hingegen wurden beide Spiele gegen den TuS Ahrbach mit 2:3 und 1:2 verloren. Im Wettbewerb um den DFB-Pokal erreichte sie mit ihrer Mannschaft das Finale. Die am 24. Juni 1989 im Olympiastadion Berlin ausgetragene Begegnung mit dem TSV Siegen wurde mit 1:5 verloren. Ihr Mitwirken endete nach 33 Minuten mit Auswechslung für Katja Bornschein.
In der Saison 1993/94 war sie für den Spielklassenneuling TuS Wörrstadt in der Gruppe Süd der seinerzeit zweigleisigen Bundesliga, seit 1990/91 die nunmehr höchste Spielklasse im deutschen Frauenfußball, aktiv. Sie bestritt für die Mannschaft 17 von 18 Saisonspielen. Ihr Debüt erfolgte zum Saisonstart am 15. August mit der 1:4-Niederlage im Heimspiel gegen den TuS Niederkirchen. Ihr erstes von zwei Bundesigatoren (für den Verein) erzielte sie am 13. März 1994 (12. Spieltag) bei der 1:4-Niederlage im Auswärtsspiel gegen den TuS Ahrbach.

## Erfolge
- DFB-Pokal-Finalist 1989